# Hadena syrrudis
Hadena syrrudis là một loài bướm đêm trong họ Noctuidae.